# 古腹足類
古腹足類（學名： Vetigastropoda）在1997年的分類作古腹足总目，原來是原始腹足目的成員。根據布歇特和洛克羅伊的腹足類分類 (2005年)基本上包括了各種笠螺。

## 分類
根據M. Harzhauser (2007)及依從1997年《旁得和林德伯格的腹足類分類》的D. Heidelberger and L. Koch (2005)都視古腹足類這個支序被視為一個總目級的分類單元，但2005年《布歇特和洛克羅伊的腹足類分類》為免在分類單元的層級上爭議，把總科以上的分類單元都視為支序，以留待日後再修訂。

### 1997年分類
在1997年《旁得和林德伯格的腹足類分類》，古腹足類是一個總目級分類單元，屬於直腹足亞綱。當時的系统发生学分析顯示古腹足類是腹足綱的四個自然群組之一：其餘三個群組有新進腹足類、笠形腹足類及異鰓類。研究是基於各物種的線粒體l基因組的排列。這個排列還顯示古腹足類和新進腹足類保持有最多始祖的基因排列。

### 2005年分類
2005年《布歇特和洛克羅伊的腹足類分類》將古腹足類視作腹足綱的一個主要支序來看待，與新進腹足類成為姊妹支序的關係。本支序的總科計有16個（連同只有化石種的總科），分別如下：
- 總科地位未定
  - the families: Ataphridae Cossmann, 1915, Crosseolidae Hickman, 2013, Pendromidae Warén, 1991 (synonym: Trachysmatidae Thiele, 1925), †  Schizogoniidae
  - the genera: Sahlingia Warén & Bouchet, 2001
- Superfamily †Amberleyoidea
- Superfamily Angarioidea (created as a new superfamily by Williams et al. (2008).[6])
- Superfamily †Eotomarioidea
- 裂螺总科 Fissurelloidea Fleming, 1822：亦作裂裙螺總科，是海螺的一個特化體，其下只有裂螺科一個科。
- 鲍螺总科 Haliotoidea Rafinesque, 1815：亦作鮑總科，也是海螺的一個特化體，其下的生存種就只有鮑科[7]和一個化石科Temnotropidae。
- 深海白笠總科 Lepetelloidea
- 龙角螺总科 Lepetodriloidea McLean, 1988 (热液孔笠螺)
- Superfamily †Murchisonioidea
- Superfamily Neomphaloidea：belongs in its own independent clade, the Neomphalina, outside the Vetigastropoda [8]
- 雉螺總科 Phasianelloidea
- 翁戎螺总科 Pleurotomarioidea Swainson（英语：William Swainson）, 1840：翁戎螺，Neomphalina的姊妹支序[8]
- Superfamily †Porcellioidea
- Superfamily Scissurelloidea
- 陀螺总科（英语：Seguenzioidea） Seguenzioidea Verrill, 1884
- 钟螺总科 Trochoidea Rafinesque, 1815：又名馬蹄螺總科，是古腹足類支序之下最大的一個總科，包括有超過二千個物種[9]。旗下的所有物種，其貝殼內層也都含有珍珠母，均為有鰓及螺厣[10]。
- 蠑螺總科 Turbinoidea：2008年被分成鐘螺總科和雉螺總科兩部份；但現時這兩個總科都被視為鐘螺總科的異名。

### 2017年分類
根據2017年的最新分類，本分類單元之下原來的16個總科經合併和重整後，現時被分為下列四個目：
- 深海白笠目 Lepetellida[12]
  - 裂螺总科 Fissurelloidea Fleming, 1822[13]
  - 鮑螺總科 Haliotoidea Rafinesque, 1815
  - 深海白笠總科 Lepetelloidea Dall, 1882
  - 龙角螺总科 Lepetodriloidea McLean, 1988
  - Scissurelloidea Gray, 1847
- 翁戎螺目 Pleurotomariida
  - 翁戎螺总科 Pleurotomarioidea Swainson, 1840
- 陀螺目 Seguenziida
  - 陀螺总科（英语：Seguenzioidea） Seguenzioidea Verrill, 1884：下領15個科，包括一個原屬吸螺目、只有化石種的一個科。
- 鐘螺目 Trochida
  - 钟螺总科 Trochoidea Rafinesque, 1815：本目唯一的一個總科。

另外尚有一個化石科未有歸屬於任何一個目，以及有一個屬地位未定。